# 국민자유당 (루마니아)
국민자유당(루마니아어: Partidul Național Liberal 파르티둘 나티오날 리베랄[*], PNL)는 1990년에 창당된 루마니아의 기독교 민주주의, 자유보수주의 정당이다. 이 정당은 1950년까지 존재한 국민자유당의 후신임을 표방하고 있으나, 공백기가 너무 길었기 때문에 일반적으로 두 정당은 서로 다른 조직으로 간주되고 있다.

## 같이 보기
- 루마니아의 정당